# Lill-Häggsjön, Jämtland
Lill-Häggsjön är en sjö i Krokoms kommun i Jämtland och ingår i Indalsälvens huvudavrinningsområde. Sjön har en area på 0,318 kvadratkilometer och ligger 321,4 meter över havet. Sjön avvattnas av vattendraget Skärvångsån (Djupvattsån).

## Delavrinningsområde
Lill-Häggsjön ingår i det delavrinningsområde (708358-142802) som SMHI kallar för Utloppet av Lill-Häggsjön. Medelhöjden är 400 meter över havet och ytan är 5,69 kvadratkilometer. Räknas de 13 avrinningsområdena uppströms in blir den ackumulerade arean 166,12 kvadratkilometer. Skärvångsån (Djupvattsån) som avvattnar avrinningsområdet har biflödesordning 3, vilket innebär att vattnet flödar genom totalt 3 vattendrag innan det når havet efter 283 kilometer. Avrinningsområdet består mestadels av skog (92 procent). Avrinningsområdet har 0,32 kvadratkilometer vattenytor vilket ger det en sjöprocent på 5,6 procent.